# دوريس سالسيدو
دوريس سالسيدو (بالإسبانية: Doris Salcedo) هي رسامة كولومبية، ولدت في 1958 في بوغوتا في كولومبيا.

## وصلات خارجية
- دوريس سالسيدو على موقع مونزينجر (الألمانية)
- دوريس سالسيدو على موقع ديسكوغز (الإنجليزية)